# Acre (unidad de superficie)
El acre es una unidad de superficie terrestre utilizada en los sistemas de medidas consuetudinarias imperiales y estadounidenses. Se define tradicionalmente como el área de una cadena por un furlong (66 por 660 pies), que es exactamente igual a 10 cadenas cuadradas, 1⁄640 de milla cuadrada, 4840 yardas cuadradas o 43 560 pies cuadrados y aproximadamente 4047 m², o alrededor del 40% de una hectárea.
Según el acuerdo internacional de yardas y libras de 1959, un acre puede declararse exactamente como 4046.856 4224 metros cuadrados. El acre a veces se abrevia ac, pero a menudo se deletreaba como la palabra "acre".
Tradicionalmente, en la Edad Media, un acre se concebía como el área de tierra que un hombre podía arar con una yunta de bueyes en un día.
Sigue siendo una medida legal en los Estados Unidos. Se utilizan tanto el acre internacional como el acre de prospección de Estados Unidos, Pero difieren sólo en dos partes por millón (ver más abajo). El uso más común del acre es medir extensiones de tierra.
El acre se usa comúnmente en varios países actuales y anteriores de la Commonwealth británica solo por costumbre. En unos pocos sigue siendo una medida legal, aunque desde 2010 no en el propio Reino Unido, y no desde hace décadas en Australia, Nueva Zelanda y Sudáfrica. En muchos de aquellos en los que no es una medida legal, sigue siendo lícito "utilizar para el comercio" si se proporciona como información complementaria y no se utiliza para el registro de la propiedad.

## Equivalencias
Un acre es una medida de superficie usada en agricultura en varios países. Según el país y la época, equivale a varias superficies, generalmente entre 0.4 y 0.5 hectáreas.
Por ejemplo, en Francia equivale a un arpende cuadrado, lo que puede equivaler a:
- Un acre de arpende: 220 × 220 = 48 400 pies de Rey cuadrados = 51,071982998 áreas
- Un acre ordinario: 200 × 200 = 40 000 pies de Rey cuadrados = 42,208250411 áreas
- Un acre de Rey: 180 × 180 = 32 400 pies de Rey cuadrados = 34,188682833 áreas

El acre romano (heredium) equivale a 240×240 = 57 600 pies romanos cuadrados, o sea 50,580544 áreas.
En el Reino Unido, como en sus antiguas colonias, incluidos los Estados Unidos, equivale a 4046,8564224 m², 40,468564224 áreas, 0,40468564224 hectáreas, y también a:
|                      | Unidad             |
| -------------------- | ------------------ |
| 0.000173611111111111 | leguas cuadradas   |
| 0.0015625            | millas cuadradas   |
| 0.00625              | homesteads         |
| 0.40                 | manzanas           |
| 1                    | acre               |
| 4                    | roods              |
| 160                  | rods cuadrados     |
| 4840                 | yardas cuadradas   |
| 43 560               | pies cuadrados     |
| 6 272 640            | pulgadas cuadradas |

## Origen

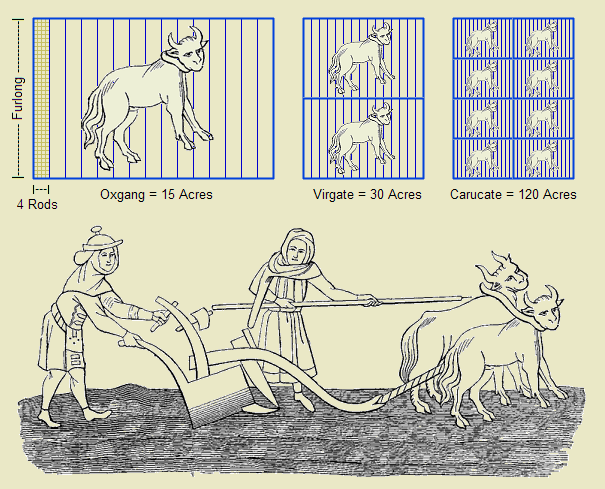
Unidades de medidas derivados de los campos agrícolas:
1- La rod es una unidad de longitud histórica equivalente a 5+1⁄2 yardas. Es posible que se haya originado de la longitud típica de una aguijada para bueyes medieval. Cuatro rods son equivalentes a una cadena.
2- El furlong (lo que significa longitud del surco) era la distancia que una yunta de bueyes podía arar sin detenerse a descansar. La misma estaba estandarizada como exactamente equivalente a 40 rods o 10 cadenas.
3- Un acre era la cantidad de tierra cultivable por un hombre detrás de un buey en un día. Los acres tradicionales eran largos y estrechos debido a la dificultad para girar el arado y al valor del acceso al río.
4- Un oxgang era la cantidad de tierra que podía labrar un buey en una temporada de arado. Esto podría variar de un pueblo a otro, pero normalmente era de alrededor de 15 acres.
5- Un virgate era la cantidad de tierra cultivable por dos bueyes en una temporada de arado.
6- Un carucate era la cantidad de tierra cultivable por una yunta de ocho bueyes en una temporada de arado. Esto fue igual a 8 oxgangs o 4 virgates.

La palabra acre proviene del normando, atestiguada por primera vez en un texto de Fécamp en 1006 con el significado de «medida agraria», emparentado con el vocablo "akre" originario de la costa oeste de Noruega, akur en islandés, åker en sueco, Acker en alemán, akker en neerlandés, ager en latín, AJR en sánscrito, y el griego αγρός (agros). En inglés, una variante obsoleta de la ortografía era aker.
Según la Ley sobre la composición de patios y varas, que data de alrededor de 1300, un acre equivale a "40 roods de largo y cuatro de ancho", lo que significa 220 yardas por 22 yardas, (22 yardas son unos 20 m) Como se detalla en el recuadro de la derecha, un acre era aproximadamente la cantidad de tierra que se podía cultivar con un yugo de bueyes en un día.
Antes de la promulgación del sistema métrico, muchos países de Europa usaban sus propios acres oficiales. En Francia, el acre (escrito exactamente igual que en inglés) se usó solo en Normandía (y lugares vecinos fuera de sus fronteras tradicionales), pero su valor varió mucho en Normandía, desde 3632 a 9725 metros cuadrados, siendo 8172 metros cuadrados el valor más frecuente. Pero dentro de la misma  Normandía, por ejemplo en el pays de Caux, los agricultores (todavía en el siglo XX) marcaron la diferencia entre el gran acre (68 acres, 66 centiares) y el pequeño acre (56 a 65 ca). El acre de Normandía se dividía generalmente en 4 vergées (roods) y 160 varas cuadradas, como el acre inglés.
El acre de Normandía era igual a 1,6 arpents, la unidad de área más comúnmente utilizada en el norte de Francia fuera de Normandía. En Canadá, el arpentino de París utilizado en Quebec antes de que se adoptara el sistema métrico a veces se llama "acre francés" en inglés, a pesar de que el arpent de París y el acre de Normandía eran dos unidades de área muy diferentes en la antigua Francia (el arpent de París se convirtió en el unidad de área del Canadá francés, mientras que el acre de Normandía nunca se utilizó en el Canadá francés).
La palabra alemana para acre es Morgen. Había muchas variantes del Morgen, que se diferenciaban entre los diferentes territorios alemanes:
| Zona                           | Nombre                     | Área en m2    | Área en rods cuadardas (locales) |
| ------------------------------ | -------------------------- | ------------- | -------------------------------- |
| Prusia (1816–1869)             | Magdeburg Morgen           | 2553,22       | 180                              |
| Sajonia (1781)                 | Morgen, Scheffel (Aussaat) | 2767          | 150                              |
| Baviera                        | Tagwerk                    | 3407          | 400                              |
| Gran Ducado de (from 1810)     | Badischer Morgen           | 3600          | 400                              |
| Württemberg (1806–1871)        | Schwäbischer Morgen        | 3152          | 384                              |
| Bergisches Land                | Bergischer Morgen          | 2132          | 120                              |
| Colonia, Rhineland             | Rheinländischer Morgen     | 3176          | 150                              |
| Hanover (antes de 1836)        |                            | 2608          | 120                              |
| Hanover (from 1836)            |                            | 2621          | 120                              |
| Hamburgo                       |                            | 9658          | 600 QGR                          |
| Schleswig-Holstein             | Steuertonne                | 5466          | 260 QGeestR                      |
| Holstein                       | Tonne (Tønde)              | 5046          | 240 QGeestR                      |
| Mecklenburg                    |                            | 6500          | 300                              |
| Franconia                      |                            | 2000          |                                  |
| Frankfurt am Main              | Feldmorgen                 | 2025          | 160 QFeldR                       |
| Castillo XHomburg              |                            | 1906          | 160                              |
| Oldenburg                      |                            | 2256          |                                  |
| Bremen                         |                            | 2572          | 120                              |
| Kassel                         | Acker                      | 2386          | 150                              |
| Waldeck-Pyrmont                | (as Prussia)               | 2553,22       | 180                              |
| Lippe                          |                            | 2574,881      |                                  |
| Landkreis Schaumburg           |                            | 2585          | 120                              |
| Frankfurt am Main              | Waldmorgen                 | 3256          | 160 QWaldR                       |
| Brunswick                      | Waldmorgen                 | 3335          | 160                              |
| Oldenburg                      | Jück                       | 4538          | 160                              |
| Danzig                         |                            | 5000 (aprox.) | 300                              |
| Deutschordensstaat             | Kulmischer Morgen          | 5601,17       | 300                              |
| Ostfriesland                   | Diemat (h)                 | 5674          |                                  |
| Altes Land (Harburg und Stade) |                            | 8185          |                                  |
| Kehdingen                      | Marschmorgen               | 10 477        |                                  |
| Altes Land                     |                            | 10 484        | 480                              |
| Hadeln                         |                            | 11 780        | 540                              |

Los valores legales para el acre se promulgaron en Inglaterra, y posteriormente en el Reino Unido, mediante actos de:
- Eduardo I
- Eduardo III
- Enrique VIII
- Jorge IV
- Reina Victoria: la Ley Británica de Pesas y Medidas de 1878 lo definió como una superficie de 4840 yardas cuadradas.

Históricamente, el tamaño de las granjas y fincas en el Reino Unido generalmente se expresaba en acres (o acres y roods), incluso si el número de acres era tan grande que podría haberse expresado convenientemente en millas cuadradas. Por ejemplo, se podría haber dicho que cierto terrateniente posee 32,000 acres de tierra, no 50 millas cuadradas de tierra.
El acre está relacionado con la milla cuadrada, con 640 acres que forman una milla cuadrada. Una milla son 5280 pies (1760 yardas). En el oeste de Canadá y el oeste de los Estados Unidos, las divisiones de la superficie terrestre se basaban típicamente en la milla cuadrada y sus fracciones. Si la milla cuadrada se divide en cuartos, cada cuarto tiene una longitud de lado de ½ milla (880 yardas) y un área de 1⁄4 de milla cuadrada, o 160 acres. Estas subunidades normalmente se dividirían de nuevo en cuartos, con cada lado de 1⁄4 de milla de largo y 1⁄16 de una milla cuadrada de área, o 40 acres. En los Estados Unidos, las tierras agrícolas se dividían típicamente como tal, y la frase "los 40 atrás" se referiría a la parcela de 40 acres en la parte trasera de la granja. La mayoría de las provincias de las praderas canadienses y el medio oeste de Estados Unidos se encuentran en cuadrículas de millas cuadradas para fines topográficos.

## Acres topográficos de Estados Unidos
En el acuerdo internacional de yarda y libra de 1959, Estados Unidos y cinco países de la Commonwealth of Nations definieron la yarda internacional como exactamente 0,9144 metros. Las autoridades estadounidenses decidieron que, si bien la definición refinada se aplicaría a nivel nacional en todos los demás aspectos, el pie topográfico estadounidense (y por lo tanto el acre topográfico) continuaría 'hasta el momento en que sea conveniente y conveniente reajustarlo'. Por inferencia, un "acre internacional" puede calcularse exactamente como 4046.856 422 4 metros cuadrados, pero no tiene una base en ningún acuerdo internacional.
Tanto el acre internacional como el acre topográfico de Estados Unidos contienen 1⁄640 de milla cuadrada o 4,840 yardas cuadradas, pero se utilizan definiciones alternativas de yarda, por lo que el tamaño exacto de un acre depende de qué yarda está basado. El acre de la encuesta de Estados Unidos es de aproximadamente 4046.872 metros cuadrados; su valor exacto (404613,525,42615,499,969 m²) se basa en una pulgada definida por 1 metro = 39,37 pulgadas exactamente, según lo establecido por la Orden de Mendenhall de 1893. Los agrimensores en los Estados Unidos utilizan pies tanto internacionales como de agrimensura y, en consecuencia, ambas variedades de acre.
Dado que la diferencia entre el acre de encuesta de Estados Unidos y el acre internacional (0.016 metros cuadrados, 160 centímetros cuadrados o 24.8 pulgadas cuadradas), es solo aproximadamente un cuarto del tamaño de una hoja A4 o carta de Estados Unidos, en ciertos casos generales, no es importante cuál se está utilizando. Las áreas rara vez se miden con suficiente precisión para que las diferentes definiciones sean detectables. [8]
En octubre de 2019, la Encuesta Geodésica Nacional de Estados Unidos y el Instituto Nacional de Estándares y Tecnología anunciaron su intención conjunta de poner fin a la continuación "temporal" de las unidades de pie, milla y acre de la encuesta de Estados Unidos (según lo permitido por su decisión de 1959, arriba), con efecto de finales de 2022.

## Acres antiguos y locales
- Acre consuetudinario: el acre consuetudinario era más o menos similar al acre imperial, pero estaba sujeto a una variación local considerable similar a la variación en carucates, virgates, bovates, rincones y farundels. Estos pueden haber sido múltiplos del acre habitual, en lugar del acre legal.
- Acres de constructores = 40 000 pies cuadrados (371 612 dm²) o 200 x 200 pies (61,0 x 61,0 m) pares, utilizados en el desarrollo inmobiliario de EE. UU. para simplificar las matemáticas y para marketing. Es casi un 10 % más pequeño que un acre de medición y la discrepancia ha dado lugar a demandas alegando tergiversación.[14]
- Scottish acre = 1.3 acre imperial (5080 m², una medida escocesa obsoleta)
- acre irlandés = 7840 yd²
- Cheshire acre = 10 240 yd²[15]
- Stremma o acre griego ≈ 10 000 pies cuadrados griegos, pero ahora establecido en exactamente 1000 metros cuadrados (una unidad similar era el zeugarion)[16]
- Dunam o acre turco ≈ 1600 pasos cuadrados turcos, pero ahora establecido en exactamente 1000 metros cuadrados (una unidad similar era el çift)[16]
- Actus quadratus o acre romano ≈ 14 400 pies cuadrados romanos (alrededor de 1260 metros cuadrados)
- Acre de Dios – sinónimo de cementerio.[17]
- Acre largo, camino de arrieros  –  franja de hierba a ambos lados de un camino que puede usarse para pastoreo ilícito.
- Town acre, era un término utilizado a principios del siglo XIX en la planificación de ciudades en un plan de cuadrícula, como Adelaida, Australia[18][19] y Wellington, Nueva Zelanda, New Plymouth, Nueva Zelanda y Nelson, en Nueva Zelanda. La tierra se dividió en parcelas de un acre imperial, y estas se conocieron como acres de ciudad.[20]